# Ursula Canter
Ursula Canter (geboren vor 1489 in Groningen; gestorben vor 15. Juni 1516, ebenda) war eine niederländische gelehrte Frau.

## Leben
Ursula Canter wurde vor 1489 in Groningen geboren. Sie war die Tochter des Groninger Gelehrten und Anwalts Johannes Canter (1424?–1499?) und seiner Frau Abele (gestorben nach dem 15. Juni 1516). Auch ihre Mutter soll sehr gebildet gewesen sein. Es ist nicht völlig klar, wie groß die Familie gewesen ist. Neben Ursula soll es zwei weitere Töchter gegeben haben, Ghebbe und Agnula, von der gesagt worden war, dass sie nicht so schön wie die beiden anderen gewesen sein soll. Sie soll an Rheuma gelitten haben und lahm gewesen sein, aber viel gelehrter. Es kann damit zusammenhängen, dass du jener Zeit mehrere Familien Canter in Groningen gelebt haben.
Johannes Canter bestand darauf, dass im Haus Latein gesprochen wurde. Das betraf den kompletten Haushalt, einschließlich des Dienstmädchens. So sprachen die Kinder Latein fließender als ihr Muttersprache. Ihre Brüder wurden bekannte Gelehrte, Jacob Canter schrieb einen Dialog in Prosaform, den „Dialogus de solitudine“ und Gedichte. Andreas Canter wurde Humanist und Stadtdichter von Köln und Johannes Jr. wurde 1487 Astrologe am Hof Friedrichs III. Im ersten Werk ihres Bruders Jacob findet sich 1489 die erste Erwähnung von Ursula Canter. Er widmete dieses Werk seiner gelehrten Schwester Ursula, die zu dem Zeitpunkt ein Mädchen gewesen war, wie er schreibt.
In der Koelhoffsen-Chronik wird erwähnt, dass ihr Latein sehr „kunstvoll“ und „elegant“ gewesen sei. Der Humanist Johannes Butzbach schrieb in seinem De illustribus mulieribus über sie, dass sie von ihrem Vater von der Wiege an in allen Disziplinen der Philosophie, Theologie und der artes liberales unterrichtet worden sei. Selbst die gelehrtesten Männer mussten in einer Diskussion der Beredsamkeit dieses „Weltwunders“ erliegen, das laut Butzbach nicht nur schön und gelehrt, sondern auch ehrenhaft und tugendhaft war. Ursula Canter hinterließ keine eigenen Werke. Es ist bekannt, dass sie im Jahr 1499 noch bei ihren Eltern lebte. Als sicher gilt, dass sie vor 1516 verstarb, da sie in diesem Jahr im Testament ihrer Mutter als verstorbene Tochter erwähnt wird.